# Lords of Midnight
Lords of Midnight, chiamato anche Lords of Midnight: The Citadel o Mike Singleton's Lords of Midnight, è un videogioco di strategia in tempo reale e di ruolo fantasy pubblicato nel 1995 per MS-DOS dalla Domark. È il terzo e ultimo titolo della serie di The Lords of Midnight, dopo Doomdark's Revenge uscito un decennio prima.